# معدل استهلاك الوقود
معدل استهلاك الوقود هو كمية الوقود المستلهكة خلال فترة زمنية معينة، ويتم حسابها من العلاقة التالية:
{\displaystyle {\begin{aligned}{\dot {M_{f}}}&=\rho _{f}{\frac {V}{t}}\\{\dot {M_{f}}}&:{\textrm {mass\ flow\ rate\ of\ fuel,\;}}\mathrm {kg/sec} \\V&:{\textrm {volume\ of\ fuel,\;}}\mathrm {m^{3}} \\t&:{\textrm {time,\;}}\mathrm {sec} \\\rho _{f}&:{\textrm {density\ of\ fuel,\;}}\mathrm {kg/m^{3}} \end{aligned}}}
من الضروري قياس معدل استهلاك الوقود في محركات الاحتراق لمعرفة أداء المحرك.

## طرق قياس معدل استهلاك الوقود
- سحاحة: هذه الطريقة من أسهل الطرق المستخدمة والشائعة لقياس معدل استهلاك الوقود في محرك الاحتراق الداخلي. وفيها يتم استخدام سحاحة تحتوي علي انتفاخ ذو حجم معلوم ويتم قياس الزمن الذي يستهلكه المحرك لهذا الحجم من الوقود باستخدام ساعة إيقاف ومن المعادلة السابقة يتم حساب معدل استهلاك الوقود.
- سحاحة ذات توقيت إلكتروني في هذه الطريقة يقاس معدل استهلاك الوقود بصورة أدق حيث يتم قياس الزمن بصورة إليه لتلاشي الخطأ البشري في القياس. وتكون عبارة عن سحاحة بها انتفاخ حجمه معلوم ومصدرين للضوء وعدد 2 خلية ضوئية جهدية ويتم قياس الزمن عن طريق ساعة إيقاف تعمل بواسطة إشارة كهربية.
- فتحة تدفق: يستخدم في هذه الطريقة فتحة تدفق Oriffice flow meter لقياس معدل استهلاك الوقود عند أي لحظة وتعتمد على أن معدل السريان يتناسب مع فرق الضغط عبر الفوهة.

## اقرأ أيضا
- محرك إحتراق داخلي
- الروتاميتر
- دينامومتر
- نسبة الوقود إلى الهواء
- استهلاك الوقود بالتنكة